# Anthrax camptocladius
Anthrax camptocladius är en tvåvingeart som beskrevs av Mario Bezzi 1912. Anthrax camptocladius ingår i släktet Anthrax och familjen svävflugor. Inga underarter finns listade i Catalogue of Life.